# Stawiszyn
Stawiszyn ist eine Stadt im Powiat Kaliski der Woiwodschaft Großpolen in Polen mit etwa 1450 Einwohnern. Sie ist Sitz der gleichnamigen Stadt-und-Land-Gemeinde mit mehr als 7000 Einwohnern. Stawiszyn wurde 1291 als Königsstadt erwähnt. Sie wurde 1331 Sitz eines Starosten und zählte von 15. bis zur Mitte des 17. Jahrhunderts zu den bedeutendsten Städten Großpolens.

## Geographie
Die Stadt liegt im Osten den Woiwodschaft, 15 Kilometer nördlich der Kreisstadt Kalisz (deutsch Kalisch). Posen liegt 100 Kilometer westlich, Łódź etwa 90 Kilometer östlich. Nachbarorte sind die Dörfer Nowy Kiączyn im Norden, Łyczyn im Nordosten, Petryki im Osten, Wyrów im Südosten, Długa Wieś Pierwsza im Südwesten und Długa Wieś Druga im Westen. Der Fluss Bawół ist ein linker Zufluss der Warthe.

## Geschichte
Nach der zweiten Teilung Polens gehörte die Stadt von 1793 bis 1807 zu Preußen. Von der Provinz Südpreußen kam Stawiszyn 1807 zum Herzogtum Warschau und 1815 zum russisch beherrschten Kongresspolen. Die Stadtrechte wurden 1870 aberkannt. Im Jahr 1918 wurde die Stadt Teil der Zweiten Polnischen Republik und erhielt in der Folge ihre Stadtrechte zurück.
Mit dem Überfall auf Polen wurde die Stadt deutsch besetzt und kam mit dem Landkreis Kalisch zum Regierungsbezirk Kalisch (ab 1941 Regierungsbezirk Litzmannstadt) im Reichsgau Wartheland. Stawiszyn erhielt 1939 den Namen Stavenshagen und wurde 1943 in Stavensheim umbenannt.
Die Landgemeinde wurde 1973 aus Gromadas neu gebildet und 1990/1991 mit der Stadtgemeinde zur Stadt-und-Land-Gemeinde zusammengelegt. Ihr Sitz ist Stawiszyn, obwohl das Dorf Zbiersk mit mehr als 2400 Einwohnern größer ist. Der Powiat wurde 1975 aufgelöst und die Gemeinde kam von der Woiwodschaft Posen zur Woiwodschaft Kalisz. Seit Januar 1999 gehört die Gemeinde zur Woiwodschaft Großpolen und wieder zum Powiat Kaliski. Stawiszyn hatte im Jahr 2000 mit 1643 Bewohnern die größte Einwohnerzahl und 2018 letztmals mehr als 1500 Einwohner.

## Gemeinde
Zur Stadt-und-Land-Gemeinde gehören neben der Stadt Stawiszyn 14 Dörfer mit einem Schulzenamt:

## Verkehr
Die Landesstraße DK25 führt von Konin nach Kalisz und führt als Umgehungsstraße östlich an der Stadt vorbei.
Die nächsten internationalen Flughäfen sind Łódź-Lublinek und Poznań-Ławica.

## Persönlichkeiten
- Marek Solczyński (* 1961), römisch-katholischer Erzbischof und Diplomat.